# GR-65.5

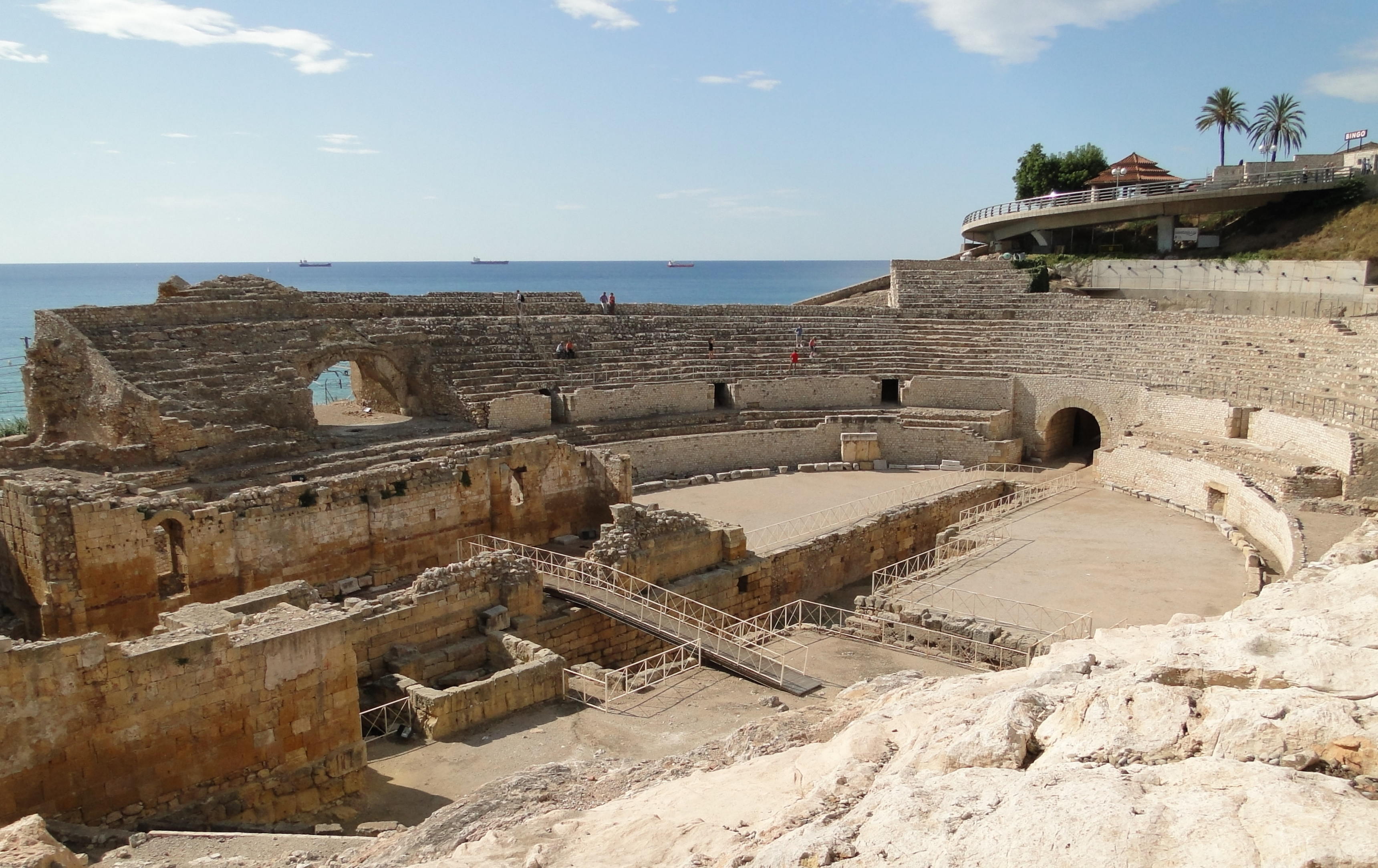
Restos del anfiteatro de Tarraco, donde empieza la ruta GR-65.5

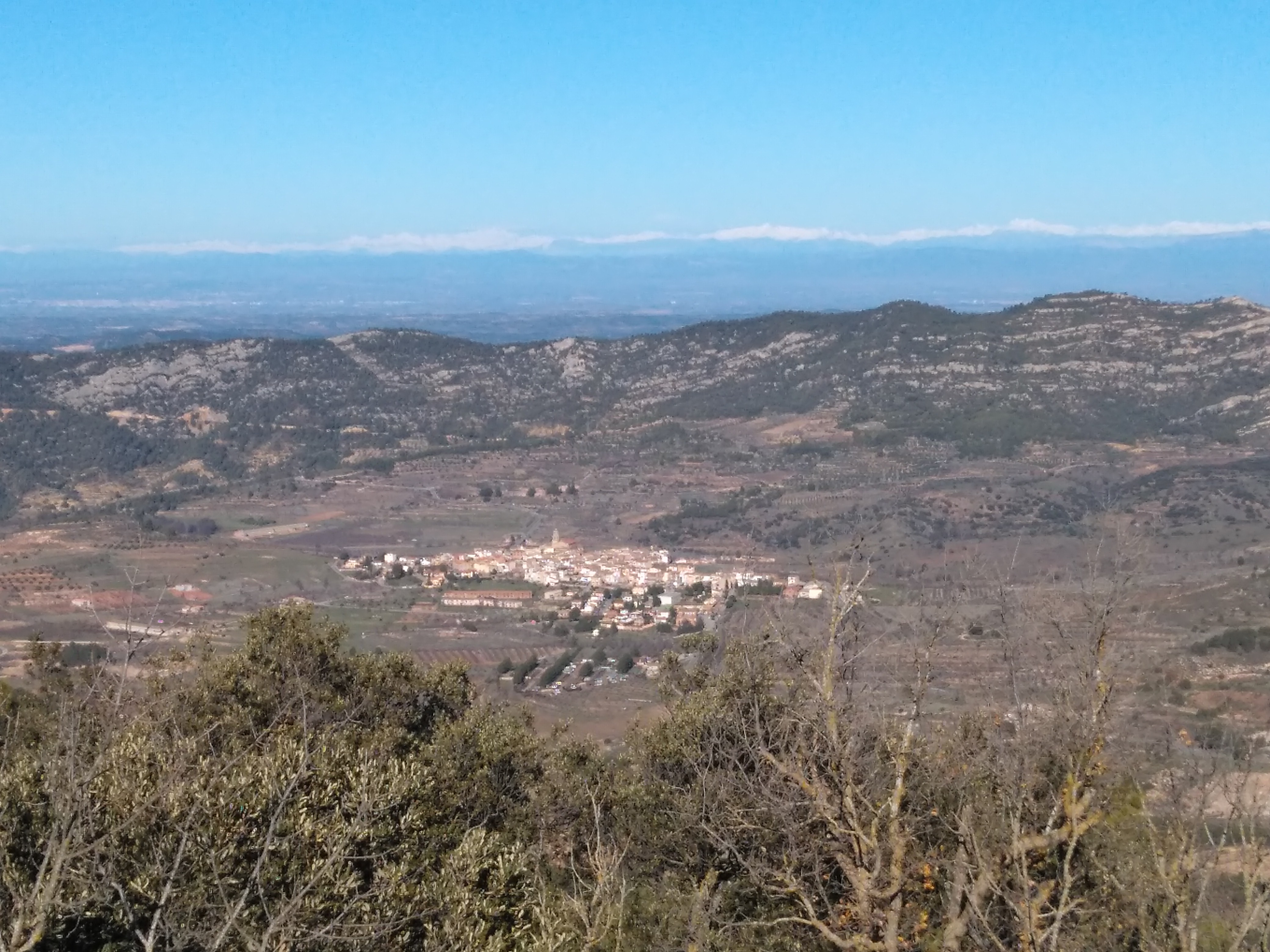
Ulldemolins, en la comarca del Priorat, donde termina la ruta

El sendero de gran recorrido GR-65.5 es una de las variantes del Camino de Santiago. Tiene su origen en Tarragona y llega hasta Mequinenza, en Aragón, desde donde se incorpora a una de las numerosas rutas que conducen al Camino de Santiago original.

## Tradición
Cuenta la tradición que el apóstol Santiago vino a España a predicar y después regresó a Roma y a Palestina, donde murió. Posteriormente, su cadáver sería llevado a Galicia. El viaje por España resulta ser improbable, pues al parecer Santiago solo predicó en torno a Jerusalén, donde murió. Sin embargo, la tradición supone que vino a España, donde entró por la Bética, fue a Compostela y regresó a Palestina después de atravesar de nuevo el país. Pudo embarcar en algún puerto de Andalucía o Murcia, pero, en una versión, siguió la vía romana hasta Tarraco, donde embarcó. Este supuesto Camino de Santiago o Sant Jaume de vuelta del apóstol es lo que recorre el GR-65.5, una variante del GR-65 o Camino de Santiago, que va desde Roncesvalles hasta Santiago, primera ruta establecida por la tradición.

## Etapas
El camino empieza en Tarragona, aunque debería hacerlo donde termina, en Mequinenza, si se sigue la lógica de la tradición, que supone que era el camino de vuelta a Roma del apóstol, desde Zaragoza hasta la imperial Tarraco. Sea como sea, la ruta original se ha distribuido en tres etapas que se realizan a pie y recorren 53,9 km dentro de Cataluña, donde recibe el nombre de Camí de Sant Jaume, con un desnivel en ascenso de 1800 m y otro de descenso de 1220 m, pues se atraviesan las montañas de Prades, la sierra de la Llena y el Parque natural del Montsant.
- Etapa 1. Tarragona-La Selva del Campo, 19,79 km. El camino empieza junto al río Francolí, y sigue el cauce hasta que se desvía al oeste para acceder a Constantí, a 6 km, donde pasa junto a la villa romana de Centcelles y luego frente a la iglesia de Sant Feliu para salir de la localidad por el noroeste. Sigue por el camí de la Senieta y luego por el de Albiol, pasa por la pequeña elevación de San Ramón, de 120 m y sigue hasta cruzarse con el camí Travesser, por el que continúa hacia el nordeste hasta una granja, que bordea por el norte para tomar el camí de l'Horta, que se dirige hacia el noroeste. Por aquí, sigue hasta Hort de Ribes y enseguida La Selva del Campo.[4]

- Etapa 2. La Selva del Campo-Albiol, 9,69 km. Sale de La Selva por el cementerio hacia el norte y sigue por caminos de carros hasta pasar por debajo del Tossal de les Forques (504 m), a 3,5 km, desde donde desciende hacia el noroeste hasta Albiol, a 822 m de altura. Es una ruta de media montaña, por el paisaje agreste del Bajo Campo, seco, con algunas casas dispersas y granjas, bancales para cultivar y una vegetación dispersa o a veces densa de pinos, encinas y matorrales.[5]

- Etapa 3. Albiol-Ulldemolins, 24,42 km. El camino sale por el noroeste, bajo el castillo de Albiol y enseguida se dirige hacia el oeste bajo los alto de les Torratxes (866 m) y la Puntota (924 m), pasa por la font del Grauet y más adelante por la font d'en Grau, hasta un collado, a 959 m, donde se encuentra con el GR-172 (La Mussara-Prades) gira hacia el norte, y nada más pasar bajo el Puig de la Torre (1055 m) punto culminante de la serra de la Mussara, que forma parte de las montañas de Prades, con el GR-7 (Andorra-estrecho de Gibraltar). Desde aquí sigue hacia el noroeste manteniendo la altitud, pasa por el Colletó de la Tina, a 1025 m,, y recorre la Serra Plana, que corona en el Picorandan, a 991 m, baja al coll de Capafons, a 934 m, gira 180 grados bajo el pico de la Voltera, de 979 m y en un quiebro sigue hacia el norte hasta Prades, a 950 m, donde se cruza con el GR-171. Sale de Prades por el oeste acompañando al GR-171 hasta el coll del Toniet (1008 m) donde se separan y se reencuentran pocos metros más adelante. El GR 65.5 sigue, o obstante, decidido hacia el noroeste hasta Ulldemolins, a 650 m.[6]

Algunos senderistas alargan el camino hasta Mequinenza, lo que representa un total de 120 km con 5 o 6 etapas, e incluso hasta Candasnos, en Huesca, donde se uniría a la variante del Camino procedente de Montserrat.

## Continuación
Lo que sigue es una ruta trazada en los mapas, pero las distancias de cada etapa no están regladas, y cada uno debe adaptarlas a su entender. La ruta propuesta en sus tres primeras etapas es la oficial. La que cubre la totalidad en 5 etapas ya no sigue las mismas paradas, y si se hace una cuarta tal como acaba la tercera quedaría una etapa excesivamente larga hasta Bellaguarda, de casi 40 km. De ahí que lo que sigue sirva para facilitar el trayecto, con la adición de una sexta etapa.
- Etapa 4. Ulldemolins-Bellaguarda, 15 km. El camino sigue hacia el noroeste y se encuentra con el camino que bordea la sierra de Montsant en BTT (Volta al Montsant)[8] y que en este tramo coincide con la C-242. Poco después de La venta (794 m), donde se halla el Hostal de la Serra se separan. El GR 65.5 sigue por la C-242 hasta el Coll del Grau, desde donde desciende por el vall de la Socarrada para ir a Bellaguarda (639 m, comarca de Las Garrigas, Lérida).
- Etapa 5. Bellaguarda-Mayals, 24,73 km. El camino sigue hacia el oeste, pasa por el coll de Bovera (539 m), corona la sierra de los Llangossets (520 m), a 10 km, pasa por Llardecans (a 19 km) y desciende hasta Maials, a 372 m.
- Etapa 6. Mayals-Mequinenza, 24 km. El camino sigue hacia el oeste, alcanza una cota máxima de 415 m y termina en Mequinenza, 75 m, junto al río Ebro.[9]